# Wilhelm Ekdahl Anglin
Wilhelm Ekdahl Anglin (1853, Kristianstad Suecia – 4 de septiembre de 1924, Santiago de Chile) fue un militar sueco que llegó a Chile con la misión de instructores alemanes de Emilio Körner en 1895 para implementar la modernización del ejército chileno. Ekdahl ocupó importantes cargos en el ejército y escribió varias obras de importancia sobre la historia de Chile.

## Infancia y juventud
Fue hijo de Axel Ekdahl y Ana Anglin, ambos de la provincia de Escania en el sur de Suecia. En 1873 ingresó al ejército sueco como aspirante a oficial en un regimiento de caballería. Posteriormente ocupó puestos como instructor de equitación, profesor de táctica, topografía y fortificaciones, profesor de la academia de guerra de Estocolmo. Fue ayudante del Príncipe Oscar de Suecia.
En Suecia contrajo nupcias con Augusta Ohman que falleció no mucho tiempo después. En Alemania conoció a Emilio Körner a instancias de quien viajó a Chile en 1895 donde fue contratado con el grado de Sargento Mayor asimilado.

## En Chile
En Chile ejerció como profesor de la Academia de Guerra del Ejército de Chile en las clases de topografía, historia, logística y estrategia. Fue director de FAMAE y luego de la Academia de Guerra para ocupar luego el cargo de subjefe del Estado Mayor del Ejército.
En 1900 contrajo matrimonio con Nieves Pesse de Villeverd, de religión católica.

## Obras
- Ekdahl, Wilhelm (1919-1). Historia militar de la Guerra del Pacífico. Orígenes de la guerra, Campaña naval, Conquista de Tarapacá I. Galería Alessandri 20, Santiago de Chile: Sociedad de imprenta y litografía Universo.
- Ekdahl, Wilhelm (1919-2). Historia militar de la Guerra del Pacífico. La campaña de Tacna y Arica II. Galería Alessandri 20, Santiago de Chile: Sociedad de imprenta y litografía Universo.
- Ekdahl, Wilhelm (1919-3). Historia militar de la Guerra del Pacífico. La Campaña de Lima III. Galería Alessandri 20, Santiago de Chile: Sociedad de imprenta y litografía Universo.

- Wilhelm Ekdahl, La Guerra franco-prusiana
- Wilhelm Ekdahl, Campañas de Napoleón en 1806